# Edifício Conde de Prates
El Edifício Conde de Prates es un rascacielos situado entre el Valle de Anhangabaú, la calle Rua Líbero Badaró y el Viaduto do Chá , en el centro de Sao Paulo , Brasil . Tiene 112 metros de altura, 33 pisos y su construcción se completó en el año de 1955 . Fue diseñado por el arquitecto "Giancarlo Palanti" y sus trabajos fueron ejecutados por la compañía Alfredo Mathias. 
El edificio de Conde Prates se encuentra frente a la prefectura de Sâo Paulo , con su entrada principal en la calle "Rua Líbero Badaró", y por otra en el valle de Anhangabaú.